# 천안시 병
천안시 병은 대한민국의 국회의원 선거구이다. 충청남도 천안시 동남구와 서북구에 걸쳐 있다. 현 지역구 국회의원은 더불어민주당 이정문이다.

## 역사
대한민국 제20대 국회의원 선거를 앞두고 천안시의 인구 증가로 인해 천안시 병 선거구가 신설되었다. 신설 당시 동남구 풍세면, 광덕면, 신방동, 청룡동과 서북구 쌍용1동, 쌍용2동, 쌍용3동을 관할하였다.
대한민국 제22대 국회의원 선거를 앞두고 청룡동을 천안시 갑 선거구로 내주었으며 불당1동과 불당2동을 천안시 을 선거구에서 편입했다.

## 관할 구역
| 대수      | 관할 구역                                                                                      |
| --------- | ---------------------------------------------------------------------------------------------- |
| 20대~21대 | 천안시 동남구 풍세면, 광덕면, 신방동, 청룡동 천안시 서북구 쌍용1동, 쌍용2동, 쌍용3동           |
| 22대~     | 천안시 동남구 풍세면, 광덕면, 신방동 천안시 서북구 쌍용1동, 쌍용2동, 쌍용3동, 불당1동, 불당2동 |

## 역대 국회의원
| 선거   | 정당 | 정당         | 의원   |
| ------ | ---- | ------------ | ------ |
| 2016년 |      | 더불어민주당 | 양승조 |
| 2018년 |      | 더불어민주당 | 윤일규 |
| 2020년 |      | 더불어민주당 | 이정문 |
| 2024년 |      | 더불어민주당 | 이정문 |

## 역대 선거 결과

### 대한민국 제20대 국회의원 선거
|  | 49.67% |

|  | 30.18% |

|  | 20.13% |

### 2018년 대한민국 재보궐선거
|  | 62.17% |

|  | 28.38% |

|  | 8.34% |

|  | 1.09% |

### 대한민국 제21대 국회의원 선거
|  | 48.01% |

|  | 41.04% |

|  | 6.80% |

|  | 4.13% |

### 대한민국 제22대 국회의원 선거
|  | 55.20% |

|  | 41.61% |

|  | 1.41% |

|  | 1.76% |